# Centro Nacional de Recursos Genéticos de la Agrobiodiversidad
El Ministerio de Agricultura y Riego del Perú creará Centro Nacional de Recursos Genéticos de la Agrobiodiversidad, un proyecto que tiene como propósito preservar la amplia variedad de recursos genéticos vegetales y animales. El objetivo es asegurar a futuro la seguridad alimentaria en el mundo.
El Centro Nacional de Recursos Genéticos de la Agrobiodiversidad preservará la agrobiodiversidad del Perú. Este Centro va a contribuir a identificar, proteger y conservar el ADN de la riqueza agrícola y pecuaria, de los genes y semillas, y así darles valor.

## Banco de Germoplasma
Este centro apunta a consolidar y unificar el actual Banco de Germoplasma del Instituto Nacional de Innovación Agraria (INIA), brazo estratégico del Ministerio de Agricultura y Riego, va relanzar el trabajo en recolección de nuevas especies y completar las ya existentes.
Asimismo, el INIA posee un Banco Nacional de Germoplasma conformado por 44 colecciones nacionales que conservan más de 15 000 variedades pertenecientes a 253 especies vegetales, entre alimenticias, medicinales e industriales.

## Especialización en conservación de recursos genéticos del mundo
El Centro Nacional de Recursos Genéticos de la Agrobiodiversidad proyecta conservar a futuro el ADN e investigar alrededor de 200 000 muestras de casi 2500 especies vegetales y animales, entre oriundas y adaptadas al territorio peruano, con lo cual el Perú se convertirá en el segundo país especializado en este tema a escala mundial.
Se tiene previsto albergar a 1262 especies de plantas, 480 especies forestales, 92 especies de recursos zoogenéticos (o de animales) y 498 especies de microorganismos que están asociados a la agricultura (bacterias, levaduras, virus u otros microorganismos que sean benéficos para la agricultura, entre otros).
Se tiene planeado que este Centro Nacional de Recursos Genéticos de la Agrobiodiversidad llegue a albergar en un primer momento 200 000 muestras biológicas, aproximadamente, de estos cuatro tipos de especies.